# Donald fermier
Série Donald Duck
Pour plus de détails, voir Fiche technique et Distribution.
Donald fermier (Old MacDonald Duck) est un court métrage d'animation américain des studios Disney avec Donald Duck, sorti le 12 septembre 1941.

## Synopsis
Donald nourrit les animaux de sa ferme, parmi lesquels des poulets et des cochons. Alors qu'il va chercher le lait de sa vache, Clémentine, il se rend compte qu'elle n'est pas dans l'étable...

## Fiche technique
- Titre original : Old MacDonald Duck
- Titre français : Donald fermier
- Série : Donald Duck
- Réalisation : Jack King
- Scénario : Carl Barks, Jack Hannah
- Animation : Paul Allen, Ed Love
- Musique :
- Production : Walt Disney
- Société de production : Walt Disney Productions
- Société de distribution : RKO Radio Pictures
- Format : Couleur (Technicolor) - 1,37:1 - Son mono (RCA Sound System)
- Durée : 8 min
- Langue : Anglais
- Pays :  États-Unis
- Dates de sortie :  États-Unis : 12 septembre 1941[1]

## Voix originales
- Clarence Nash : Donald Duck

## Voix françaises
- Sylvain Caruso : Donald Duck

## Commentaires
- Le titre original est inspiré de la chanson Old MacDonald Had a Farm, reprise par Donald dans le film.
- Un extrait de ce court métrage apparait dans le film-documentaire Le Dragon récalcitrant (1941)[2].

## Titre en différentes langues
D'après IMDb:
- Allemagne : Herr MacDonald hat 'ne Farm
- Finlande : Aku Ankka farmarina
- Suède : Kalle Anka som bonde, Kalle på bondgården

## Sorties DVD
- Les Trésors de Walt Disney : Donald de A à Z, 1re partie (1934-1941).